# Friedrich Wilhelm Streit
Christoph Friedrich Wilhelm Streit (* 29. Januar 1772 in Ronneburg (Thüringen); † 12. Juni 1839 in Berlin) war ein preußischer Offizier, Kartograf und Autor mehrerer Mathematikbücher.

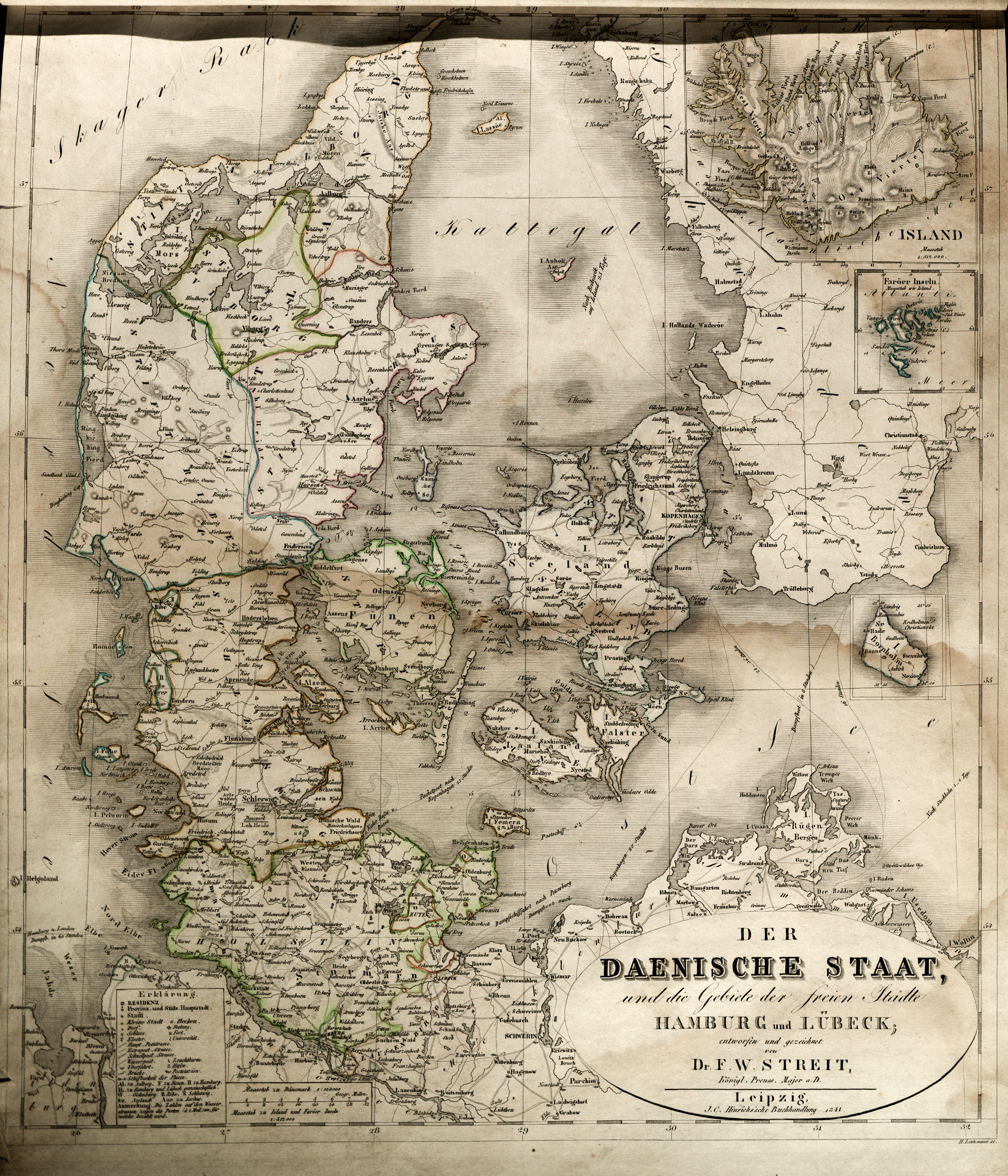
Karte von Dänemark, 1841

## Leben
Streit war Sohn des gleichnamigen lutherischen Superintendenten und Hofpredigers Friedrich Wilhelm Streit (1741–1793) und damit ein entfernter Verwandter Georg Friedrich Händels. Streit hatte sich, auf wenigem, mündlichen Unterricht fußend, die Grundlagen der Mathematik in "mühsamem Selbstunterrichte" aus den Werken von "Vega, Euler, Kästner, Pasquich, Meyer, Belidor, Busse" selbst beigebracht. Auf dieser Lernerfahrung fußend, verfasste er sein "Lehrbuch der reinen Mathematik für den Selbstunterricht", in dem er auf ein schrittweises, auf dem vollen Verständnis der vorausgegangenen Lektion beruhendes Lernen Wert legte und jeden Abschnitt entsprechend ausführlich erläuterte.
Streit wurde Ingenieur und Mathematiker in der preußischen Artillerie. Er hatte den Doktorgrad, war preußischer Major a. D. und Mitglied der Academie nützlicher Wissenschaften zu Erfurt und der Gesellschaft für Erdkunde in Berlin. Von 1807 bis 1817 war er Direktor der Kartenabteilung des Geographischen Institutes in Weimar. Unter seiner Leitung entstand die Topographisch-militairische Charte von Teutschland.

### Familie
Aus seiner Ehe mit Amalie Voigt (1787–1838) ging der spätere preußische Generalleutnant Guido Alexander von Streit (1813–1904) hervor, der sich mit Marie von Faber (1817–1887) verheiratete.

## Werke
- Lehrbuch der reinen Mathematik für den Selbstunterricht. 10 Bände, 1816–1833, Band 1, (2. vermehrte und verbesserte Auflage), Band 3, Band 5, Band 7 Band 9, Band 10.
- Anfangsgründen der Arithmetik. 1816.
- Berechnung der Kugelhaufen. 1818.
- Englisch-Deutsches und Deutsch-Englisches Militair-Wörterbuch. 2 Bde. Berlin : Heymann 1837 Teil 1.
- Der Globus. Zeitschrift herausgegeben mit Cannabich, 1821–1823, Digitalisat